# Неофит III
Неофит III (греч. Νεόφυτος Γ΄; XVI век, Крит — после 1637) — патриарх Константинопольский, занимавший пост на протяжении одного года (1636 —1637).
Предшественником патриарха Неофита III был патриарх Афанасий Цареградский, а его преемником был патриарх Парфений I.

## Биография
Период патриаршества Неофита III пришёлся на годы ожесточённой борьбы внутри Вселенской Церкви между Кириллом I Лукарисом и Кириллом II.
Неофит III родился на острове Крит, принадлежал к окружению Кирилла I Лукариса, был архимандритом в Александрии в годы его патриаршества. В феврале 1622 года Неофит был избран митрополитом Ираклийским. Согласно свидетельствам очевидцев, Неофит был слабым, зависимым человеком, неспособным управлять Церковью. Лукарис принял решение не заступать на Патриарший престол лично, а поставить патриархом Неофита III по совету посланника  Корнелиуса Хаги. Лукарис вернулся в Константинополь в конце июня 1636 года и получил возможность влиять на церковную политику, формально не неся ответственности. 
Его противник, Кирилл II, был сослан на остров Родос. 29 июня 1636 года Неофит III отлучил его от Церкви. Неофит разделял кальвинистские взгляды Лукариса. В начале 1637 года Кирилл II вернулся в Константинополь и при поддержке Иоганна Рудольфа Шмидта стал бороться за возвращение на Константинопольскую кафедру. Неофит III добровольно оставил престол, передав его своему покровителю Лукарису. 
После отречения Неофит III удалился на остров Хиос, где скончался в монастыре Неа-Мони.